# Navat

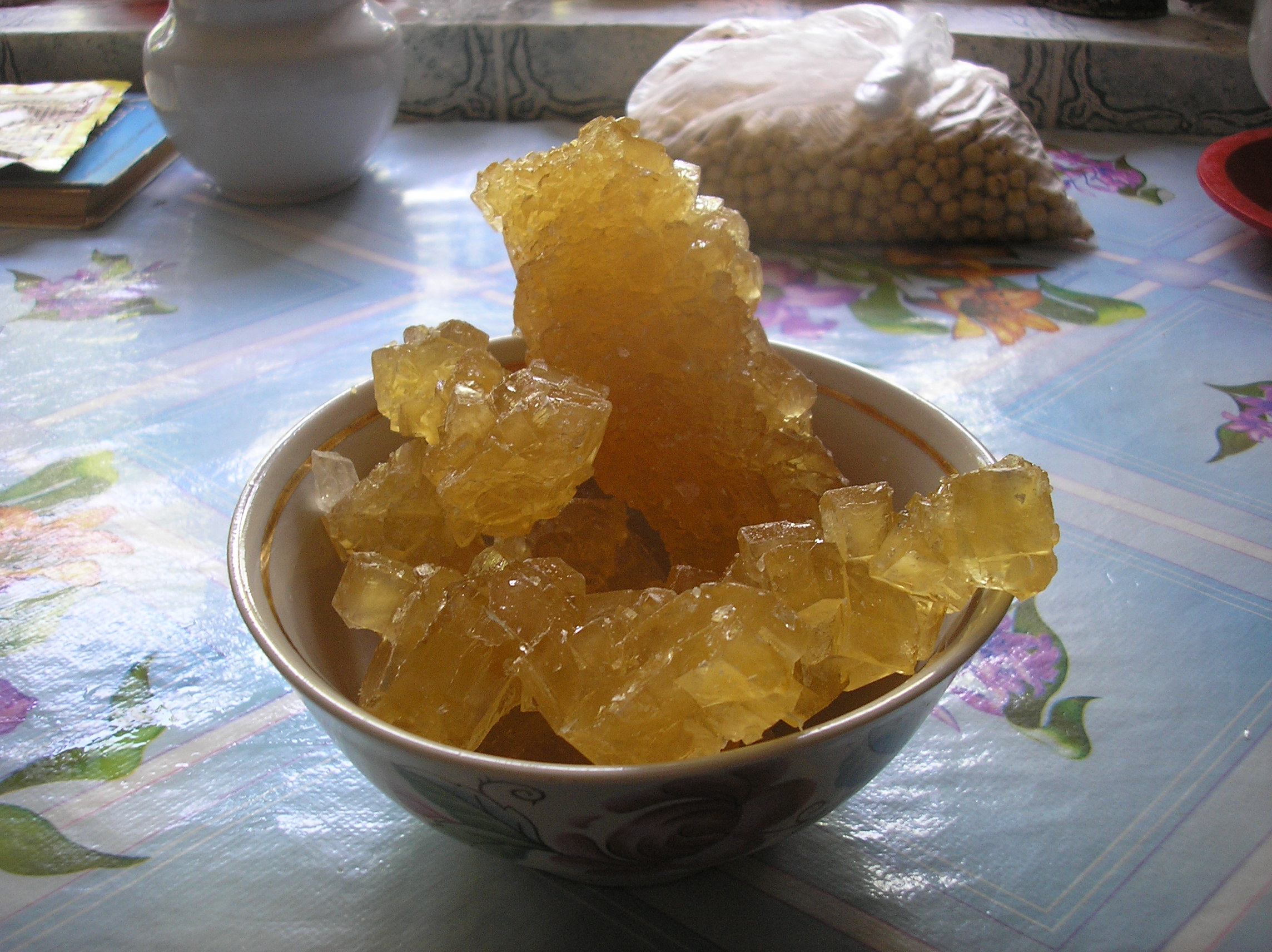
Navat

Navat (persisch نبات, DMG Nabāt, ‚Süßigkeiten‘; tadschikisch Nabot oder Nabotpazī) ist eine traditionelle Süßigkeit, die im Iran  zum Tee serviert wird.
Die Zuckerkristalle ähnelt in ihrer Form und ihrem weißen bis bernsteinfarbenen Aussehen dem Kandis. Navat wird aus Zuckersirup und Traubensaft hergestellt und besteht überwiegend aus den Monosacchariden Glucose und Fructose. Zusätzlich können verschiedene Gewürze, beispielsweise Safran, oder Honig hinzugefügt werden. Als Kristallisationsansatz werden Fäden, Holzstäbe oder andere Zuckerkristalle verwendet. Navat wird meist in Stangen verkauft, von denen dann einzelne Stücke abgebrochen werden.
In der Volksmedizin wird Navat häufig als Hausmittel für Frauen während der Menstruation und Laktation empfohlen. Außerdem essen es ältere Leute als Energiespender.